# Жаля, Ион
Ион Жаля (рум. Ion Jalea; 19 мая 1887, Касимча, жудец Тулча — 7 ноября 1983) — румынский скульптор, член румынской Академии. Заслуженный артист Румынии (1956). Народный художник Румынии (1957). Герой Социалистического Труда Румынии (1971).

## Жизнь и творчество
Изучал скульптуру в художественной школе, которую закончил в 1908 году, затем обучался в Академии изящных искусств в Бухаресте, под руководством профессоров Фредерика Шторка и Димитрие Пачуря. Затем продолжил своё образование в Париже, в академии Жюлиана, в мастерской Антуана Бурделя. Жаля получил ряд премий на международных выставках скульптуры в Париже и Барселоне, а также Национальную премию в области живописи и скульптуры за 1941 год. В 1957 он был удостоен Государственной премии Румынии; в том же году ему присвоено звание Народного художника Румынии. С 1956 года он — президент Союза скульпторов Румынии.
Ион Жаля — автор многочисленных монументов, статуй, бюстов выдающихся деятелей румынской истории и культуры, рельефов, произведений исторического и аллегорического содержания. Украшал Триумфальную арку в Бухаресте. Работы его преимущественно реалистического исполнения, в его произведениях чувствуются также заимствования идей из античной скульптуры.